# Lamothe-Goas
Lamothe-Goas è un comune francese di 70 abitanti situato nel dipartimento del Gers nella regione dell'Occitania.

## Società

### Evoluzione demografica
Abitanti censiti